# Ligne à grande vitesse de Galice
 (août 2024).
La ligne à grande vitesse Olmedo - Zamora - Santiago de Compostela, parfois dénommée ligne à grande vitesse de Galice (espagnol : LAV Olmedo - Galicia), est une ligne à grande vitesse dont l'objectif est de connecter ferroviairement la Galice au reste de l'Espagne péninsulaire. Elle s'embranche sur la ligne à grande vitesse Madrid-Valladolid dans la ville d'Olmedo et aboutit après 434,86 km à Saint-Jacques-de-Compostelle en se connectant pour l'instant sur le réseau conventionnel galicien pour atteindre les  gares de Ourense-Empalme et de Saint-Jacques-de-Compostelle, assurant ainsi une liaison avec La Corogne-San Cristóbal et donc l'Axe Atlantique à grande vitesse.
Actuellement, les rames doivent s'adapter à écartement ibérique de 1 668 mm sur les voies du réseau conventionnel.  Lorsque la ligne sera complètement achevée, elle sera entièrement à l'écartement européen de 1 435 mm, comme les autres lignes à grande vitesse espagnoles, et disposera d'une double voie électrifiée à 25 kV permettant une vitesse maximale de 350 km/h. Le tracé est adapté aux exigences d'Interopérabilité de l'Union européenne. Elle fait partie du couloir atlantique du réseau transeuropéen de transport.
Le 24 juillet 2013, un train Alvia a déraillé à l'entrée de la gare de Saint-Jacques-de-Compostelle causant 78 décès et 140 blessés,,,,.
La ligne est mise en service le 21 décembre 2021.

## Caractéristiques
La ligne a coûté neuf milliards d'euros et a été subventionnée par le Fonds européen de développement régional. Elle est conçue pour une vitesse de 350 km/h. Elle est à voie normale et électrifiée en 25 kV et 50 Hz.

### Danger de la ligne
La ligne est connue pour être dangereuse, mais les employés, vu les clauses de leur contrat de travail, n'ont pas le droit de communiquer à ce sujet.[réf. nécessaire]

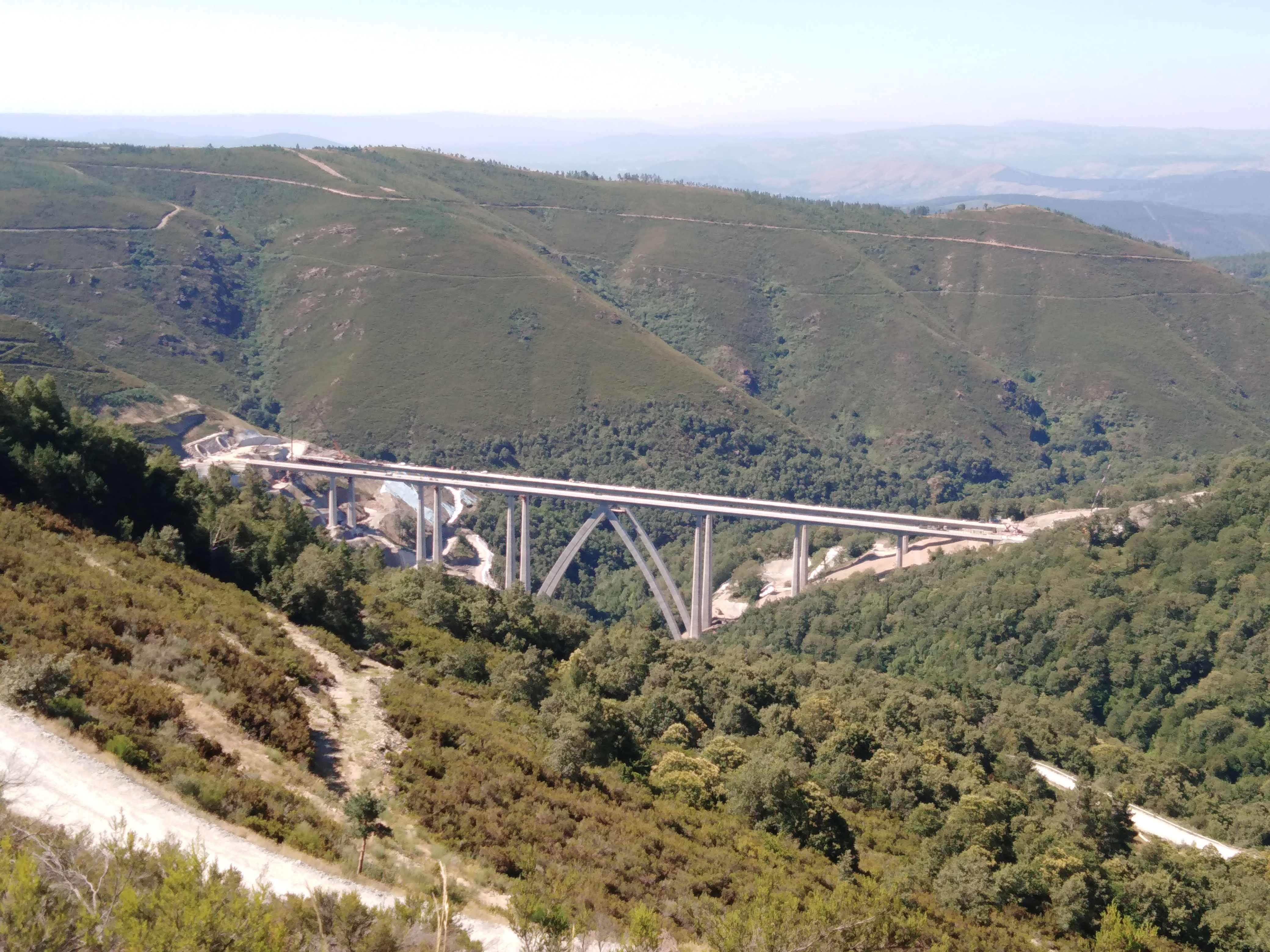
Le viaduc de Teixeiras.

Entre Ourense y Santiago, la ligne est équipée de 31 tunnels et 38 viaducs en seulement 87 kilomètres, parcourus à une vitesse de 200 km/h ce qui peut conduire à perdre ses repères.
Comme de nombreuses lignes espagnoles grande vitesse, la fin de ligne n'est pas équipée du système de sécurité ETCS ou équivalent, rendu obligatoire par la directive européenne afin de garantir la sécurité des passagers. Le ralentissement du train en fin de ligne ne repose donc que sur la vigilance et le sens de l'orientation du conducteur qui bénéficie d'une répétition de la signalisation en cabine.
En pratique, lors d'un incident, un train est déjà passé à 135 km/h dans la courbe où s'est produit l'accident.
À la suite de cela, il a été envisagé de placer un feu orange afin de faire réduire la vitesse en faisant croire que la voie n'est pas libre….

## Tronçons en travaux

### Olmedo - Zamora
En ce moment, la plupart des tronçons sont en travaux comme indiqué dans la table ci-après :
| Tronçon                                                | Kilomètres | État (date du BOE)                  | Lieu d'exécution |
| ------------------------------------------------------ | ---------- | ----------------------------------- | ---------------- |
| Connexion LGV Madrid-Valladolid (direction Madrid)     | 3,68       | En service (10 avril 2008)          |                  |
| Connexion LGV Madrid-Valladolid (direction Valladolid) | 7,8        | Projet attribué (19 septembre 2008) | 12 mois          |
| Olmedo - Pozal de Gallinas                             | 10,9       | En service (10 août 2012)           |                  |
| Pozal de Gallinas - Villaverde de Medina               | 13,9       | travaux attribués (19 mars 2008)    | 14 mois          |
| Villaverde de Medina-Villafranca de Duero              | 32,2       | travaux attribués (3 novembre 2007) | 21 mois          |
| Villafranca de Duero - Coreses                         | 28,7       | travaux attribués (3 novembre 2007) | 40 mois          |
| Accès à Zamora                                         | 6,2        | travaux attribués (3 novembre 2007) | 12 mois          |

### Zamora-Lubián
En ce moment la plupart des tronçons sont en projet :
| Tronçon                                           | Kilomètres | État (date du BOE)                  | Lieu d'exécution |
| ------------------------------------------------- | ---------- | ----------------------------------- | ---------------- |
| Zamora - La Hiniesta                              | 11         | Travaux attribués (30 octobre 2009) |                  |
| La Hiniesta - Perilla de Castro                   | 20,3       | Travaux attribués (4 décembre 2008) | 27 mois          |
| Perilla de Castro - Otero de Bodas                | 32,6       | Travaux attribués (2 décembre 2008) | 23,5 mois        |
| Otero de Bodas - Cernadilla                       | 30,3       | Travaux attribués (2 décembre 2008) | 32 mois          |
| Cernadilla - Pedralba de la Pradería              | 19,1       | Travaux attribués (8 janvier 2010)  |                  |
| Pedralba de la Pradería - Tunnel de Padornelo     | 11         | Travaux attribués (8 janvier 2010)  |                  |
| Tunnel de raccordement de Padornelo (voie unique) | 6          | Travaux attribués (24 février 2012) | 40 mois          |
| Nouveau tunnel de Padornelo (2e voie)             | 6          | Travaux attribués(24 février 2012)  | 40 mois          |

### Lubián-Orense
En ce moment la plupart des tronçons sont en projet :
| Tronçon                            | Kilomètres | État (date du BOE)                   | Lieu d'exécution |
| ---------------------------------- | ---------- | ------------------------------------ | ---------------- |
| Lubián – Tunnel de la Canda        | 3,2        | Obras licitadas (22 avril 2012)      |                  |
| Tunnel de la Canda                 | 7,8        | Travaux attribués (6 août 2012)      |                  |
| Tunnel de la Canda – Vilabella     | 3,8        | Projet attribué (28 juillet 2006)    | 18 mois          |
| Tunnel de O Cañizo                 | 6,9        | Projet attribué (17 mai 2007)        | 18 mois          |
| Tunnel d'El Espiño                 | 8,5        | Travaux attribués (27 juillet 2012)  | 32 mois          |
| Vilariño de Conso – Campobecerros  | 6,8        | Travaux attribués (27 juillet 2012)  | 32 mois          |
| Campobecerros – Portocamba         | 4,2        | Projet attribué (17 mai 2007)        | 18 mois          |
| Portocamba – Cerdedelo             | 2,3        | Projet attribué (17 mai 2007)        | 18 mois          |
| Túnel de El Como (Cerdedelo-Prado) | 8,5        | Travaux attribués (23 novembre 2012) |                  |
| Túnel de Prado (Prado-Porto)       | 9,1        | Travaux attribués (30 avril 2013)    |                  |
| Porto – Miamán                     | 6,5        | Projet attribué (17 mai 2007)        | 18 mois          |
| Miamán – Ponte Ambía               | 6,7        | Projet attribué (17 mai 2007)        | 18 mois          |
| Ponte Ambía – Taboadela            | 9          | Projet attribué (17 mai 2007)        | 18 mois          |
| Raccordement à Orense              | 17,2       | Projet attribué                      |                  |

## Tronçons en service

### Orense - Saint-Jacques-de-Compostelle (Santiago)
Ce tronçon de la ligne est opérationnel depuis sa mise en service le 10 décembre 2011. La ligne n'étant pas directement dans le prolongement de la ligne à grande vitesse Madrid - Valladolid et nécessitant de transiter par un tronçon conventionnel (à écartement de voie large "ibérique" et non électrifié), la pose des voies a donc également été réalisée avec cet écartement. C'est aussi le cas du tronçon Saint-Jacques-de-Compostelle-La Corogne, les deux lignes forment donc momentanément un îlot de grande vitesse entouré de lignes conventionnelles non électrifiées. La ligne a été préparée pour que le futur changement d'écartement puisse se faire à moindre frais, à travers l'utilisation de traverses polyvalentes (en vue d'un changement d'écartement sans remplacement des traverses).
Il s'agit de la première ligne nouvelle à grande vitesse à écartement ibérique, la première qui ne propose pas le service AVE (le TGV espagnol) : en effet, avec l'ouverture de la ligne, un service de trains régionaux à grande vitesse a été instauré, dénommé Avant et opéré par la Renfe avec des trains de la série 121 dont le matériel de la série 730 est homologué pour une vitesse maximale de 220 km/h en écartement ibérique. La ligne est également utilisée pour des services grandes distances en provenance de Madrid et à destination de la gare de La Corogne "San Cristóbal", sans changement de matériel, mais avec une réduction significative du temps de parcours (environ une heure). C'est également la première incursion de l'alimentation électrique (caténaire) dans la province de La Corogne.

### Santiago
Mis en service conjointement avec la ligne Orense - Santiago (Saint-Jacques-de-Compostelle), ce tronçon permet de connecter la ligne à La Corogne.

## Accident ferroviaire de 2013

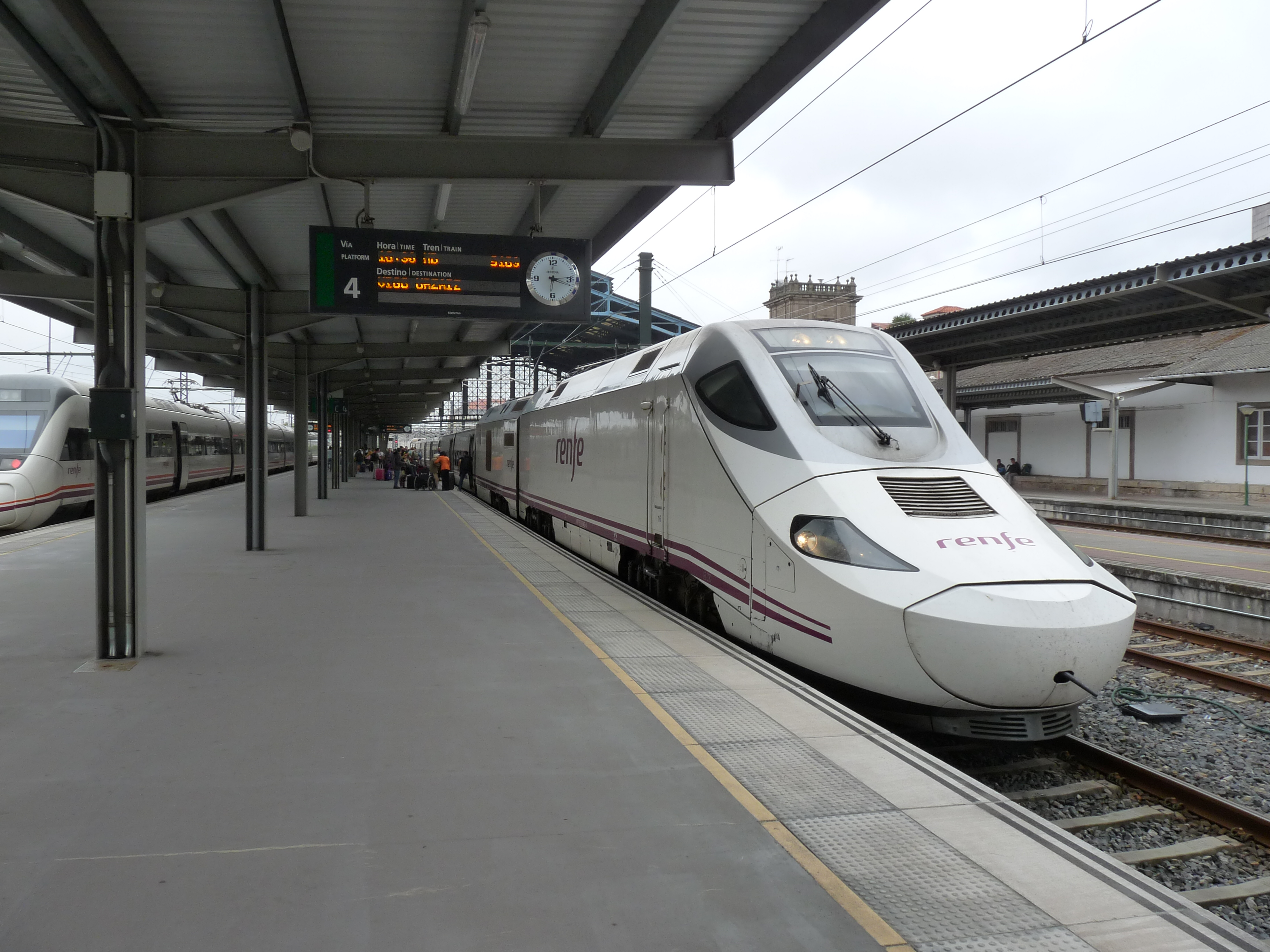
Train à quai à la gare de Saint-Jacques de Compostelle.

Sur cette ligne à grande vitesse, à environ 3 kilomètres de la gare de Saint-Jacques-de-Compostelle au point kilométrique 80 620, a eu lieu le 24 juillet 2013 le déraillement d'un train Alvia en provenance de Madrid-Chamartín et à destination de  Ferrol,. Au moins 79 personnes sont décédées et 140 autres ont été blessées à des degrés divers. Il s'agit du premier accident de la grande vitesse espagnole et de l'un des plus graves de l'histoire ferroviaire récente en Espagne.

## Exploitation
Dix allers-retours sont proposés par jour au lancement. Le meilleur temps entre Madrid et Saint Jacques de Compostelle est de 3 h 30, ce qui représente un gain d'1 h 4.